# Joseph Atanga
Joseph Atanga SJ (* 14. August 1952 in Akok-Bekoe) ist Erzbischof von Bertoua.

## Leben
Joseph Atanga trat der Ordensgemeinschaft der Jesuiten bei und empfing am 11. Juli 1987 die Priesterweihe. Papst Johannes Paul II. ernannte ihn am 22. Juni 1999 zum Bischof von Bafoussam. 
Der Apostolische Nuntius in Kamerun und Äquatorialguinea, Félix del Blanco Prieto, weihte ihn am 18. September desselben Jahres zum Bischof; Mitkonsekratoren waren André Wouking, Erzbischof von Yaoundé, und Athanase Bala CSSp, Bischof von Bafia. 
Am 3. Dezember 2009 wurde er zum Erzbischof von Bertoua ernannt und am 30. Januar 2010 in das Amt eingeführt.